# Марина Бех-Романчук
Марина Бех-Романчук (на украински: Марина Олександрівна Бех-Романчук) е украинска състезателка по скок на дължина.

## Биография
Родена е на 18 юли 1995 г. в Морозив, Украйна.

## Спортни постижения
| Име                                     | Място                                    | Резултат                                     |
| --------------------------------------- | ---------------------------------------- | -------------------------------------------- |
| Европейско първенство (Амстердам, 2016) | 12                                       | 6,29 м                                       |
| Световно първенство (Лондон, 2017)      | 18 (q)                                   | 6,36 м                                       |
| Летни олимпийски игри 2016              | Без успешен опит във финала (10 (в кв.)) | Без успешен опит във финала (6,55 м (в кв.)) |
| Европейско първенство (Берлин, 2018)    | Сребро                                   | 6,73 м                                       |
| Универсиада (Неапол, 2019)              | Злато                                    | 6,84 м                                       |
| Световно първенство (Доха, 2019)        | Сребро                                   | 6,92 м                                       |